# Nikola Djogo
Nikola Djogo (Stoney Creek, 4 juni 1997) is een Canadees basketballer.

## Carrière
Djogo speelde collegebasketbal voor de Notre Dame Fighting Irish van 2016 tot 2021. Hij speelde hierna nog een seizoen voor Northeastern Huskies. Hij tekende daarop bij de Brampton Honey Badgers uit de Canadian Elite Basketball League en werd met hen kampioen. Voor het seizoen 2022/23 speelde hij voor het Kroatische KK Split. Na een seizoen wisselde hij naar BC Körmend in de Hongaarse eerste klasse. Hij tekende in de zomer van 2024 bij de Belgische eersteklasser Brussels Basketball. Na een rugblessure werd zijn contract in maart 2025 stopgezet.
In april 2025 tekende hij bij het Canadese Ottawa BlackJacks en in juni 2025 werd zijn contract ontbonden.

## Erelijst
- CEBL-kampioen: 2022